# Куоко, Кэндис
Кэндис Куоко (англ. Candice Cuoco) — американский модельер, основатель бренда одежды CANDICE CUOCO, базирующегося в модном районе Лос-Анджелеса. Приобрела популярность после участия в 14-м сезоне реалити-шоу «Проект Подиум», где дошла до финала.

## Биография
Родилась 8 апреля 1988 года в калифорнийском Окленде. У неё сицилийские и литовские корни.
Известна своим умением работать с кожей, вещи от Кэндис Куоко отличают тёмные цвета на грани готики и авангардное структурирование.
Куоко была отмечена наградами «Дизайнер года», «Лучший дизайнер» и «Стиль года» на San Francisco Fashion Awards. Одежда её дизайна была представлена на Неделях моды Нью-Йорка, Лондона и Парижа, украшает собой самые модные журналы.
У Кэндис двое детей, дочь Персиус и сын Логан.